# Glyptothorax indicus
Glyptothorax indicus és una espècie de peix de la família dels sisòrids i de l'ordre dels siluriformes.

## Morfologia
Els mascles poden assolir els 11 cm de llargària total.

## Distribució geogràfica
Es troba a l'Índia i al Nepal.